# Positiver endexspiratorischer Druck

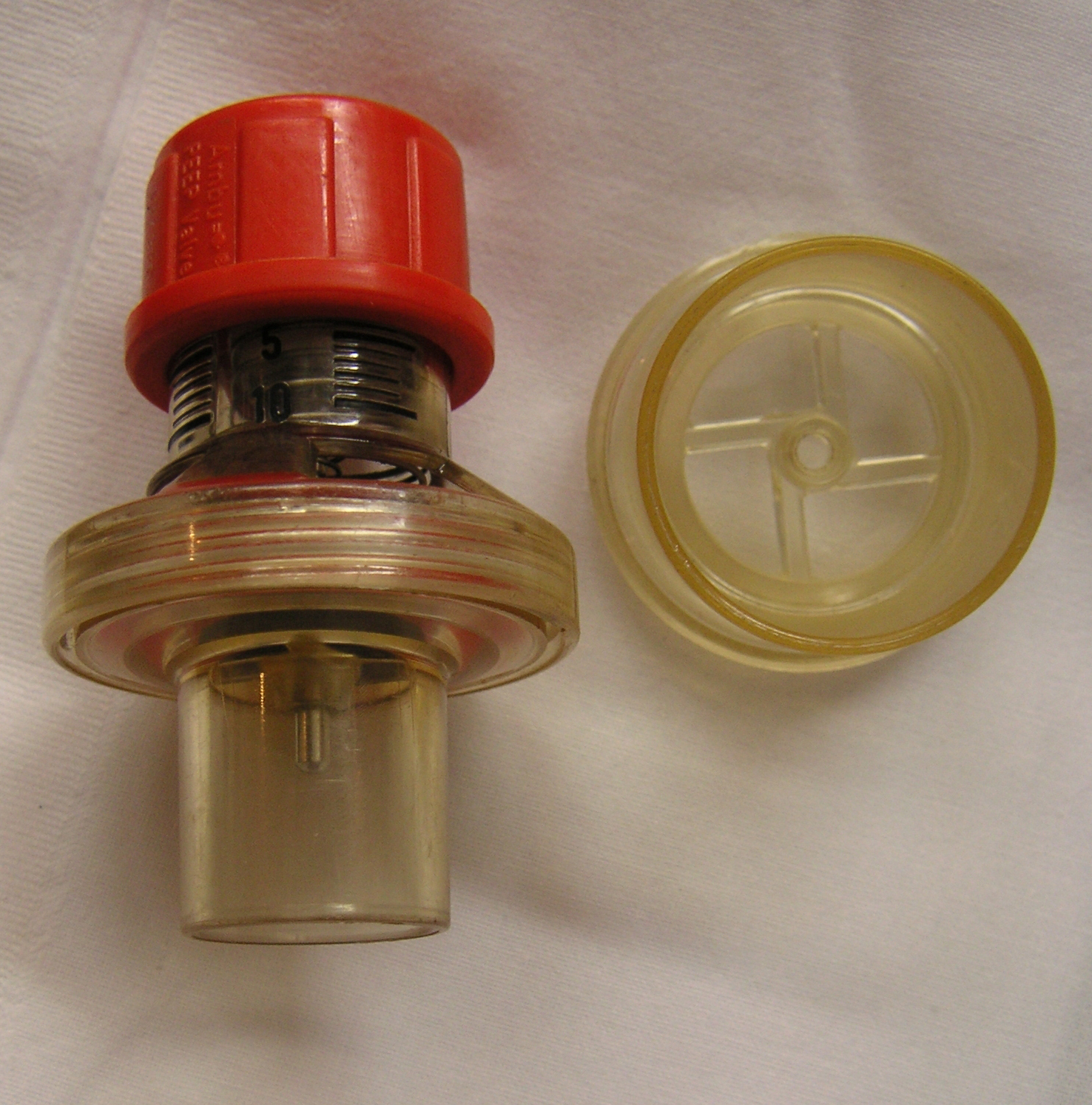
PEEP-Ventil

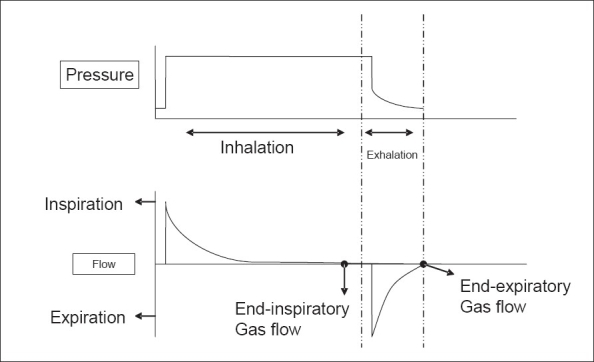
Der intrapulmonale Druck ist bei einer künstlichen Beatmung mit PEEP-Ventil stets positiv

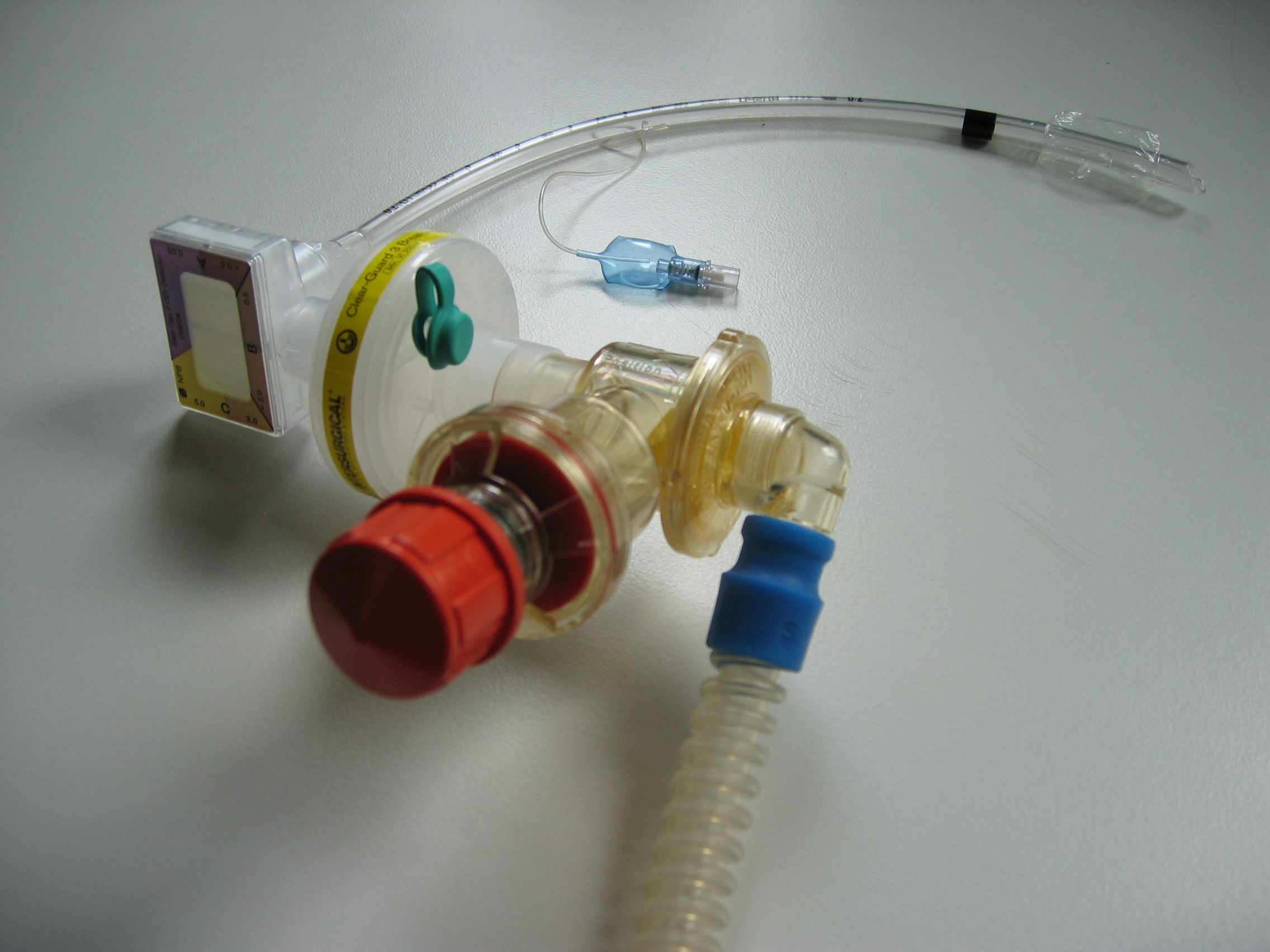
PEEP-Ventil in einem Beatmungssystem

Der positive endexspiratorische Druck (PEEP, englisch positive end-expiratory pressure) ist ein über dem Atmosphärischen Druck liegender Druck in den Alveolen der Lunge am Ende der Ausatmung (Exspiration). Ein PEEP kommt beim gesunden Menschen im Ruhezustand nicht vor. Er wird als extrinsischer PEEP durch ein PEEP-Ventil erzeugt.  Ein intrinsischer PEEP kann sowohl bei normaler körperlicher Belastung, als auch bei bestimmten Erkrankungen oder als Komplikation einer mechanischen Beatmung vorkommen. Geläufige Maßeinheiten für den PEEP sind Millibar und cmH2O.

## Extrinsischer PEEP
Bei der künstlichen Überdruckbeatmung, der am häufigsten eingesetzten kontrollierten Beatmungsform, herrschen andere Druckverhältnisse in der Lunge als bei normaler Atmung. Zur Einatmung wird Luft mit Druck in die Lungen gepresst. Zur Ausatmung wird dieser angelegte Druck entfernt und der Druck in der Lunge passt sich dem Umgebungsluftdruck wieder an. Betrachtet man die Druckverhältnisse am Ende der Ausatmung, so herrscht in der Lunge für einen Moment der gleiche Druck wie in der Umgebung. Die endexpiratorische Druckdifferenz im Vergleich zur Umgebung ist Null. Um am Ende der Ausatmung in der Lunge einen positiven Druck zu erreichen und bis zur nächsten Einatmung zu halten, benötigt man ein PEEP-Ventil. Es verhindert, dass der Druckabfall während der Ausatmung den Umgebungsluftdruck erreicht. Die endexpiratorische Druckdifferenz im Vergleich zur Umgebung bleibt dann positiv.

## Wirkung
Infolge eines PEEP wird der Atemwegsmitteldruck und die funktionelle Residualkapazität und damit die gasaustauschende Oberfläche erhöht. Er kann dazu beitragen, einen Kollaps der Lungenbläschen, der Alveolen, zu verhindern und beugt damit Atelektasen vor. Zudem kann PEEP bei einer die Spontanatmung unterstützenden Beatmung die Atemarbeit reduzieren. Außerdem kann in vielen Fällen die Sauerstoffsättigung des Blutes verbessert werden.
Durch die Erhöhung des Drucks im Brustraum verringert PEEP den Rückfluss des venösen Blutes zum Herzen, wodurch das Herzzeitvolumen sinken kann. Umgekehrt entsteht ein Rückstau in oberer und unterer Hohlvene mit entsprechenden Druckerhöhungen in vorgeschalteten Organen. Abhängig von der Höhe des PEEP kann es dadurch zu Schädigungen und Funktionseinschränkungen von Gehirn, Leber, Nieren und anderer Organe kommen.

## Anwendung
Bei nahezu jeder maschinellen Beatmung wird zumindest ein mäßiger PEEP verwendet, beispielsweise bei der Behandlung des akuten hypoxämischen respiratorischen Versagens (z. B. Acute Respiratory Distress Syndrome (ARDS)) oder des akuten hyperkapnischen respiratorischen Versagens (z. B. exazerbierte COPD). Auch bei der Behandlung eines Lungenödems kommt ein PEEP zum Einsatz.
Bei Operationen am Hals (Strumaresektion, Thyreoidektomie, Carotis-Desobliteration usw.) kann ein PEEP unter Umständen, durch Erhöhung des intrathorakalen Drucks und folgender venöser Stauung, das Eindringen von Luft in versehentlich eröffnete große Venen (Luftembolie) verhindern.
Beatmungsgeräte bieten in der Regel Einstell- und Messmöglichkeiten zur PEEP-Beatmung. Auch bei der Erstversorgung im Rettungsdienst ist die Applikation eines PEEP möglich. Bei Beatmungsbeuteln ist ein PEEP-Ventil optional anschließbar oder bei einigen Modellen bereits bei der Herstellung integriert.

## Gegenanzeigen
Relative Kontraindikationen für PEEP sind obstruktive Atemwegserkrankungen, die zur Ausbildung eines intrinsic Peep neigen, wie beispielsweise das Asthma. Da durch die Atemwegsobstruktion die Exspirationzeit für einen vollständigen Druckausgleich nicht ausreicht, bleibt in den Lungenbläschen jenseits der Verengung ein positiver Druck bestehen.
Bei einer die Spontanatmung unterstützenden Beatmungstherapie einer sich akut verschlechterten (exazerbierten) COPD wird bei erschwerter Einatmung jedoch die Anwendung von PEEP empfohlen.

## Vor- und Nachteile

### Vorteile
- Vergrößerung der funktionellen Residualkapazität, dadurch Erhöhung der Gasaustauschfläche, Ventilations-Perfusions-Verhältnis, verminderte intrapulmonale Shunts, erhöhte Oxygenierung
- Vermeidung von Atelektasen
- Verbesserung der Lungencompliance
- Reduktion eines Lungenödems

### Nachteile
- Gefahr des Barotraumas oder Volutraumas bei zu hohem PEEP-Niveau
- Erhöhte rechtsventrikuläre Nachlast
- Steigerung des intrathorakalen Drucks
- Zunahme des intrakraniellen Drucks

## Intrinsischer PEEP
Der intrinsische PEEP (auch „iPEEP“, „Auto-PEEP“, „dynamischer PEEP“ oder „dynamische Hyperinflation“) entsteht im Gegensatz zum extrinsischen PEEP nicht durch ein Ventil am Beatmungsgerät, sondern durch eine unvollständige Ausatmung alveolärer Luft vor Beginn der nächsten Einatmung und folgender alveolärer Luftakkumulation. Das heißt, es besteht beim iPEEP ein höherer alveolärer Druck im Vergleich zum atmosphärischen Druck am Ende der Exspiration. Ein iPEEP kann sowohl bei normaler körperlicher Belastung, als auch bei bestimmten Erkrankungen oder als Komplikation einer mechanischen Beatmung auftreten.
Der iPEEP kann mittels einer Ösophagussonde bestimmt werden. Der iPEEP ist dann die transdiaphragmale Druckdifferenz zwischen Beginn der negativen Bewegung im transdiaphragmalen Drucksignal als Beginn der Inspiration und Beginn des inspiratorischen Gasflusses.